# Distrito federal Central
El Distrito federal Central (en ruso: Центральный федеральный округ) es uno de los ocho distritos de la Federación Rusa, formado por los siguientes dieciocho sujetos (entidades subnacionales): los óblasts de Bélgorod, Briansk, Vladímir, Vorónezh, Ivánovo, Kaluga, Kostromá, Kursk, Lípetsk, Moscú, Oriol, Riazán, Smolensk, Tambov, Tver, Tula y Yaroslavl, y la ciudad federal de Moscú. Limita al norte con el distrito del Noroeste, al este con el distrito del Volga, al sur con el distrito del Sur y al oeste con Ucrania y Bielorrusia.
Su capital es Moscú. Con 652 800 km² es el tercer distrito menos extenso del país —por delante de los distritos de Sur y Cáucaso Norte, el menos extenso—, con 38 684 000 habs. en 2013, el más poblado, y con 59,3 hab/km², el más densamente poblado.

## Composición territorial
| Central Federal District | Central Federal District | Central Federal District | Central Federal District | Central Federal District | Central Federal District | Central Federal District |
| #                        | Bandera                  | Escudo de armas          | Sujeto federal           | Área (km²)               | Población                | Capital                  |
| ------------------------ | ------------------------ | ------------------------ | ------------------------ | ------------------------ | ------------------------ | ------------------------ |
| 1                        |                          |                          | Óblast de Bélgorod       | 27 100                   | 1 511 620                | Bélgorod                 |
| 2                        |                          |                          | Óblast de Briansk        | 34 900                   | 1 378 941                | Briansk                  |
| 3                        |                          |                          | Óblast de Vladímir       | 29 100                   | 1 523 990                | Vladímir                 |
| 4                        |                          |                          | Óblast de Vorónezh       | 52 200                   | 2 378 803                | Vorónezh                 |
| 5                        |                          |                          | Óblast de Ivánovo        | 21 400                   | 1 148 329                | Ivánovo                  |
| 6                        |                          |                          | Óblast de Kaluga         | 29 800                   | 1 041 641                | Kaluga                   |
| 7                        |                          |                          | Óblast de Kostromá       | 60 200                   | 736 641                  | Kostromá                 |
| 8                        |                          |                          | Óblast de Kursk          | 30 000                   | 1 235 091                | Kursk                    |
| 9                        |                          |                          | Óblast de Lípetsk        | 24 000                   | 1 213 499                | Lípetsk                  |
| 10                       |                          |                          | Moscú                    | 2600                     | 10 382 754               | Moscú                    |
| 11                       |                          |                          | Óblast de Moscú          | 44 300                   | 6 618 538                | Ninguna                  |
| 12                       |                          |                          | Óblast de Oriol          | 24 700                   | 860 262                  | Oriol                    |
| 13                       |                          |                          | Óblast de Riazán         | 39 600                   | 1 227 910                | Riazán                   |
| 14                       |                          |                          | Óblast de Smolensk       | 49 800                   | 1 049 574                | Smolensk                 |
| 15                       |                          |                          | Óblast de Tambov         | 34 500                   | 1 178 443                | Tambov                   |
| 16                       |                          |                          | Óblast de Tver           | 84 200                   | 1 471 459                | Tver                     |
| 17                       |                          |                          | Óblast de Tula           | 25 700                   | 1 675 758                | Tula                     |
| 18                       |                          |                          | Óblast de Yaroslavl      | 36 200                   | 1 367 398                | Yaroslavl                |